# 中原音韻
『中原音韻』（ちゅうげんおんいん）は、中国元代に周徳清が著した韻書。1324年完成。通常の韻書がもっぱら漢詩の押韻（詩韻）のために作られたのに対して、この韻書は当時の民間歌謡である元曲の押韻（曲韻）の参考に作られている。当時の発音にもとづき分類されているため、近古音研究の基本文献とされ、近古音は中原音韻音系と呼ばれることがある。

## 体裁
伝統的な『切韻』系韻書では韻をまず四声で分け、各声調ごとに同韻字を並べていった。しかし、『中原音韻』ではまず19の韻部に分けて、そのなかを平声（陰・陽に分かれる）・上声・去声に分け、韻と声母が同じ字ごとにまとめて並べられている。曲においては異なる声調の字で押韻する必要があるため、このような体裁になるのは当然といえる。
入声に由来するものは「入声作平声・入声作上声・入声作去声」などと記して、それぞれ平声・上声・去声の後ろに附している。「去声作平声」のような例外もある。
通常の韻書では反切や字義の説明が付されるが、『中原音韻』ではほとんどの場合それらの情報は付されず、単に字が並んでいるだけである。時々非常に簡単な注釈がつけられている（支思韻の「瑟（音史）」など）。

## 発音
『中原音韻』は、知識人たちが詩韻に『切韻』『広韻』といった何百年も前の発音を使う尚古主義を批判し、実際の当時の発音で記録した点に大きな特徴がある。四声も平声・上声・去声・入声ではなく、陰平・陽平・上声・去声で分類され、入声は平・上・去に分けて入れられた。一般的にこのことをもって当時、北方では入声が消滅していたとされる。ただし、周徳清自身は起例において入声の区別があると述べていて論議を呼ぶところであり、周徳清の出身地では入声が残っていたか、あるいは-k,-p,-tの区別がない声門破裂音[ʔ]になっていたなどのことが考えられる。
入声の変化のほか、全濁音の清音化、平声の陰陽分化、三十六字母の非・敷・奉三母の統一、影母・喩母三等・喩母四等の統一、支思韻と斉微韻の分立といった特徴が指摘される。

## 19韻部
1. 東鍾韻
2. 江陽韻
3. 支思韻
4. 斉微韻
5. 魚模韻
6. 皆来韻
7. 真文韻
8. 寒山韻
9. 桓歓韻
10. 先天韻
11. 蕭豪韻
12. 歌戈韻
13. 家麻韻
14. 車遮韻
15. 庚青韻
16. 尤侯韻
17. 侵尋韻
18. 監咸韻
19. 廉繊韻

## 関連文献
- 服部四郎・藤堂明保『中原音韻の研究 校本編』江南書院、1958年。